# 快達輪
快達輪曾經是來往香港與澳門之比較快的海上交通工具（當時乘搭快達輪往返香港至澳門，需1.5-2小時，相比傳統大船需要超過3小時才能抵達，但快達輪也不夠當年的水翼船快，不過快達輪票價較便宜），但後來亦不敵因應航速更快的Tricat以及Foilcat，所以快達輪在1996年關門大吉。

## 停靠碼頭
- 香港：上環港澳碼頭
- 澳門：外港客運碼頭

## 船隻
快達輪只有2艘船行駛，分別為長江號和珠江號，皆由英國船廠Vosper Thornycroft Shipbuilders建造，最高航速28節。1996年售予菲律賓，據悉多年後其中一艘前快達輪船隻已沉沒。